# American International Building
L'American International Building è un edificio di 66 piani con 290 metri di altezza, situato a Lower Manhattan, New York.

## Descrizione
È stato il più alto edificio nel centro di Manhattan, fino al 1970, quando è stato completato il World Trade Center. Dopo l'11 settembre 2001 ha riacquistato lo status del più alto edificio della parte più bassa di Manhattan fino al completamento del One World Trade Center. È attualmente il dodicesimo grattacielo più alto di New York ed è inoltre il quattordicesimo edificio più alto negli Stati Uniti.
L'edificio è spesso noto come American International. Era precedentemente di proprietà della Cities Service Company; Cities Service mise in vendita l'edificio all'American International Group (AIG), che ne è ancora il proprietario insieme ad altre compagnie come la Citigroup, che hanno però meno uffici a disposizione.
L'edificio dispone di una piattaforma aperta con un bicchiere racchiuso sopra l'osservatorio al 66º piano, che offre la migliore vista di Manhattan. Questo osservatorio è oggi aperto solo ai dirigenti e dipendenti di AIG, a differenza di qualche anno fa quando era aperto anche ai visitatori.
L'indirizzo ufficiale dell'American International è 70 Pine Street, New York, NY 10270.

## Architettura

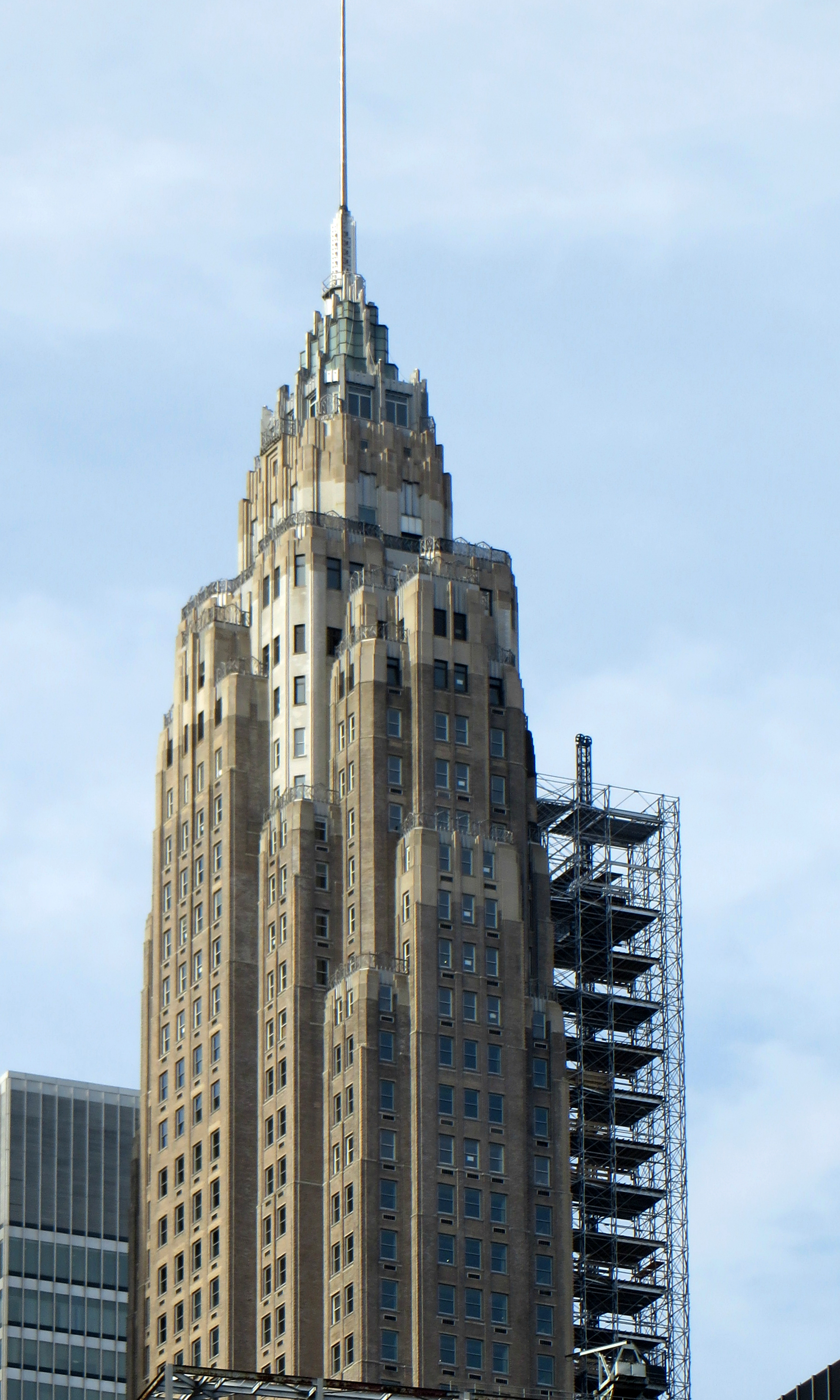
Sezione superiore dell'edificio, che mostra le piccole terrazze su ogni arretramento

Il 70 Pine Street è un edificio di 67 piani alto 290 m. Il tetto è a 260 m dal suolo, mentre il piano più alto è alto 240 m. Come i suoi contemporanei, il 70 Pine Street ha un aspetto gotico, con guglie. Lo studio di architettura Clinton & Russell, Holton & George progettò il 70 Pine Street in stile Art Déco; la struttura fu l'ultima grande commissione di questi architetti. Tra i principali di quello studio, Thomas J. George fu probabilmente il più coinvolto nella progettazione. James Stewart & Company fu l'appaltatore generale, Taylor Fichter Steel Construction fu l'ingegnere strutturale, e John M. Parrish fu il sovrintendente generale del progetto.
L'edificio fu costruito come parte di una gara di grattacieli in corso a New York City, che portò la città ad avere l'edificio più alto del mondo dal 1908 al 1974.

### Forma
Il 70 di Pine Street presenta numerosi arretramenti all'esterno. Sebbene gli arretramenti nei grattacieli di New York City fossero previsti dalla Risoluzione di Zoning del 1916 per consentire alla luce e all'aria di raggiungere le strade sottostanti, in seguito divennero una caratteristica distintiva dello stile Art Déco. Per massimizzare lo spazio affittabile nel rispetto della Risoluzione di Zoning del 1916, gli arretramenti furono posizionati a intervalli regolari, con la sommità di ogni arretramento che formava una linea diagonale. Gli arretramenti sui prospetti nord e sud e quelli sui prospetti ovest e est si alternano.
I piani dall'11° al 31° dell'edificio si arretrano gradualmente rispetto alla base. Il condotto dell'edificio inizia sopra il 32° piano e sale fino al 54° o 56° piano, dove gli angoli del condotto si assottigliano.

### Facciata
I portali d'ingresso e le finestre dei piani inferiori sono riccamente decorati. I piani inferiori della facciata sono rivestiti in calcare dell'Indiana, posto sopra una falda freatica di granito del Minnesota. Il piano terra è ricoperto di gneiss Morton rosso e nero.
I piani superiori sono rivestiti con quattro tonalità di mattoni color cuoio, che si scuriscono verso la cima dell'edificio. Ogni arretramento è circondato da un parapetto con una cimasa in calcare. Un ampio sistema di illuminazione, costituito da lampade da 400 watt, metteva in risalto le caratteristiche dell'edificio di notte. La presenza delle lampade era influenzata dal ruolo di Cities Service come fornitore di energia. Uno dei primi pubblicisti del 70 Pine Street disse che il fondatore del Cities Service Henry Latham Doherty era personalmente coinvolto nella progettazione della struttura e che "insisteva sulla dignità della bellezza, evitando assolutamente il pacchiano, lo sgargiante e l'eccessivo colore". Doherty voleva che l'edificio apparisse "esclusivo, ricco, ma semplice e persino un po' severo".